# Brendan Coyle
Brendan Coyle, född 2 december 1963 i Corby, Northamptonshire i England, är en brittisk skådespelare. Coyle är bland annat känd från BBC:s tv-serie Från Lark Rise till Candleford och ITV:s tv-serie Downton Abbey.

## Filmografi i urval

### Film
- 1997 – Tomorrow Never Dies
- 2001 – Bomben
- 2001 – Konspirationen – SS-Gruppenführer Heinrich Müller (Gestapo)
- 2005 – The Jacket
- 2006 – Offside
- 2012 – The Raven
- 2018 – Mary Queen of Scots
- 2019 – Downton Abbey – John Bates
- 2022 – Downton Abbey: En ny era – John Bates
- 2025 – Downton Abbey: The Grand Finale

### TV
- 1995–1996 – Thief Takers (TV-serie)
- 2008–2010 – Från Lark Rise till Candleford (TV-serie)
- 2010–2015 – Downton Abbey (TV-serie) – John Bates
- 2016 – 12 Monkeys (TV-serie)
- 2018 – Requiem (miniserie)
- 2025 – Toxic Town (TV-serie) – Roy Thomas